# 达博
达博（法語：Dabo，法語發音：[dabo]；洛林法兰克语：Dockschbuerj）是法国摩泽尔省的一个市镇，属于萨尔堡-萨兰堡区。

## 地理
达博（48°39'14"N, 7°14'13"E）面积48.12 平方千米，位于法国大東部大區摩泽尔省，该省份为法国东北部内陆省份，是洛林的一部分，西南接默尔特-摩泽尔省，东临下莱茵省，北与卢森堡和德国接壤。
与达博接壤的市镇（或旧市镇、城区）包括：贡茨维莱尔、阿尔贝尔、阿塞尔堡、奥梅尔、普莱讷德瓦尔什、旺根堡-恩根塔勒、埃根、特鲁瓦方丹、奥伯拉斯拉克、瓦尔沙伊德、雷纳尔德斯曼斯泰。

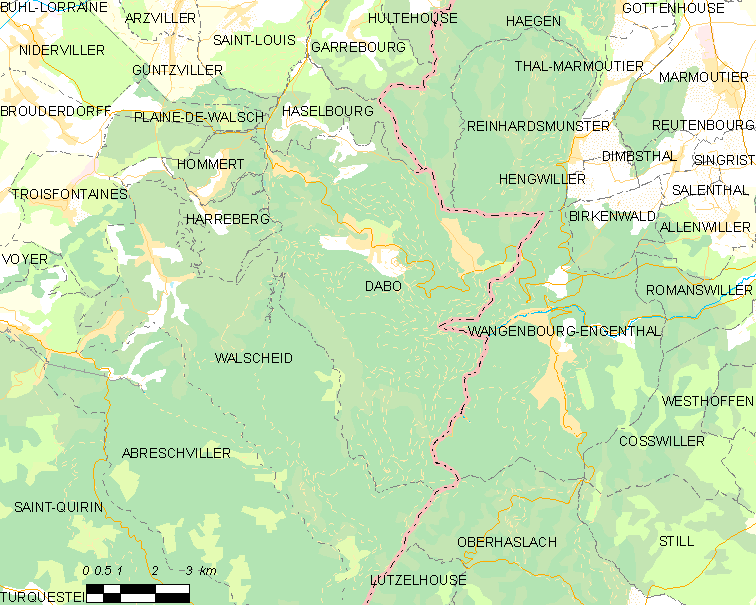
达博的OSM定位图

达博的时区为UTC+01:00、UTC+02:00（夏令时）。

## 行政
达博的邮政编码为57850，INSEE市镇编码为57163。

## 政治
达博所属的省级选区为法尔斯堡县。

## 人口

1962-2008年间达博人口变化图示

达博于2022年1月1日时的人口数量为2367人。